# Château d'eau de Dahl

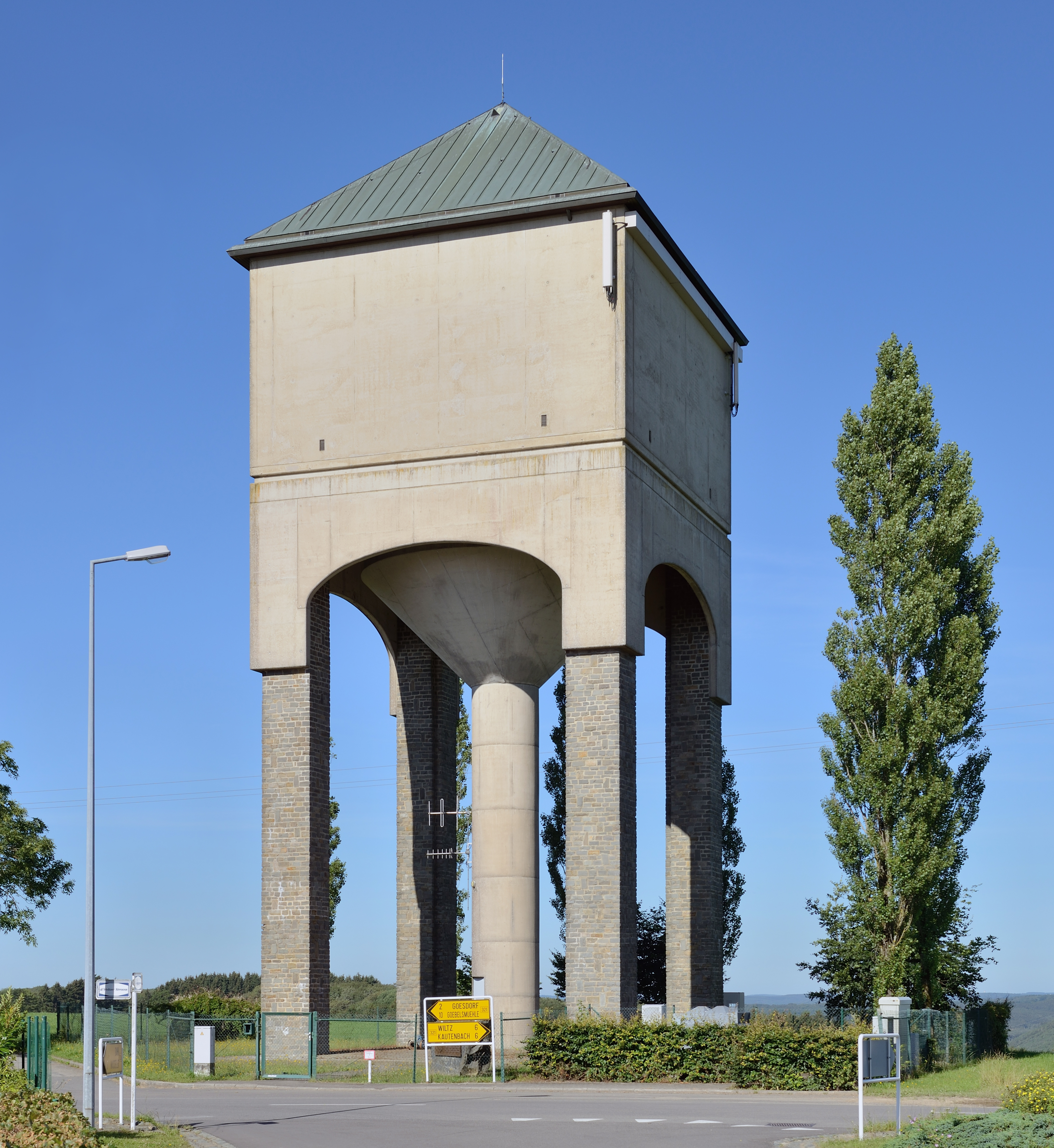
Le château d'eau de Dahl.

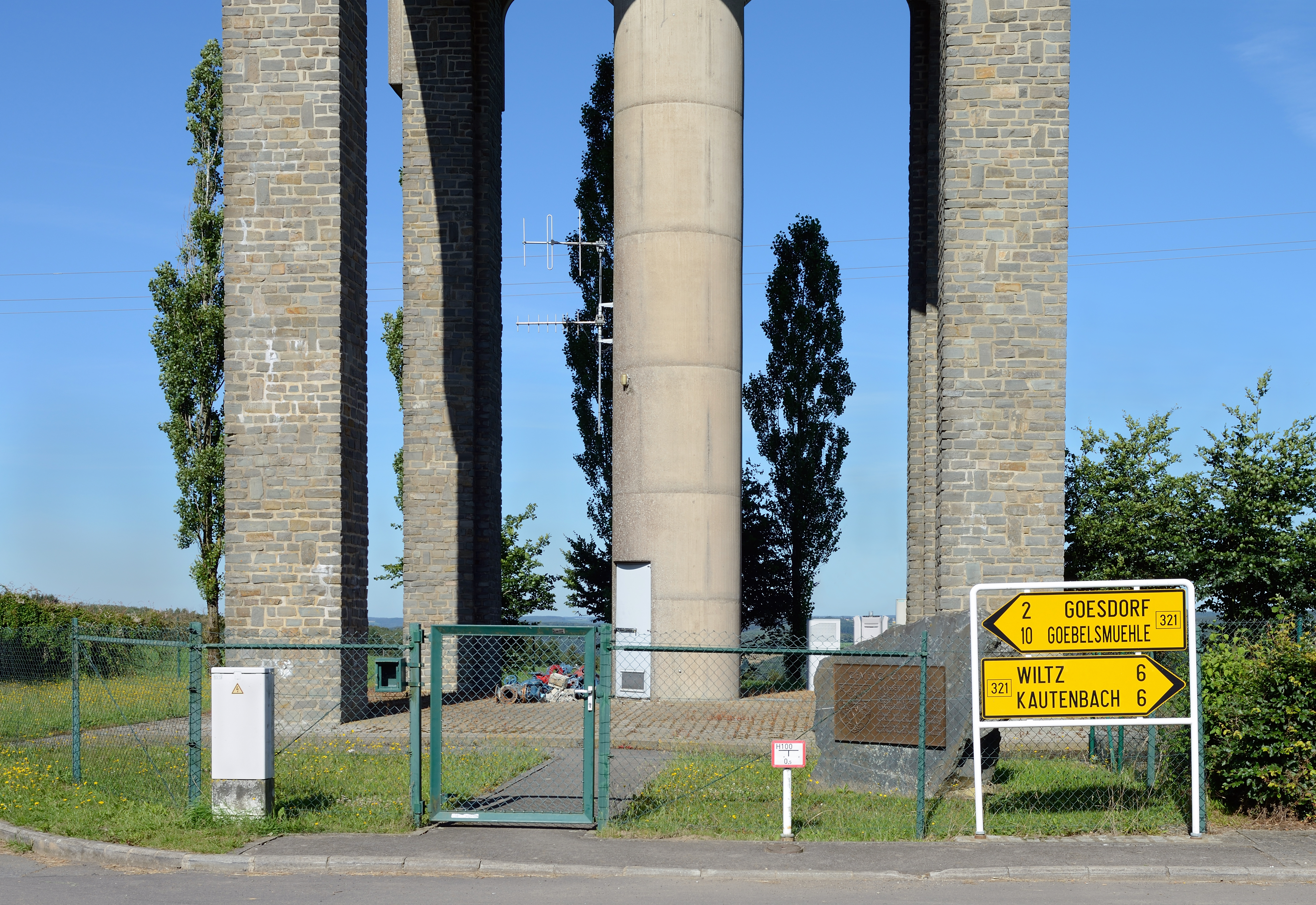
Base du château d'eau.

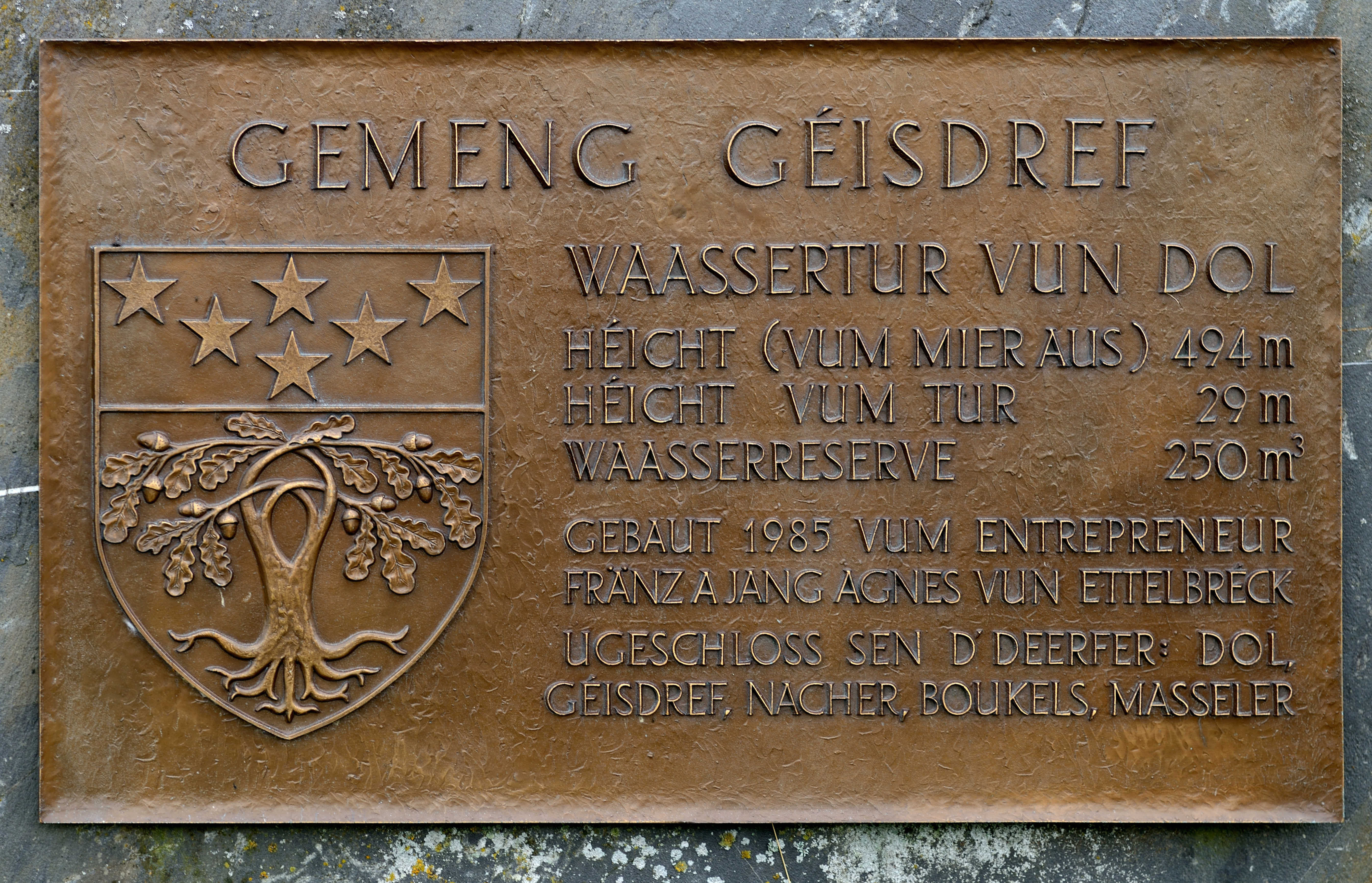
La plaque d'information aux pieds de la construction.

Le château d'eau de Dahl est situé à l'ouest de la localité luxembourgeoise de Dahl (commune de Goesdorf), au croisement du CR321A (Duerfstrooss) et du CR321 (d'Wëltzer Strooss). 
Il approvisionne en eau potable les villages de Dahl, Goesdorf, Nocher, Bockholtz et Masseler.
Le château d'eau est situé à une altitude de 494 m. Il a une hauteur de 29 m et son réservoir a une capacité de 250 m3.
La tour, qui est de forme carrée, porte une toiture de forme pyramidale couverte de cuivre. Le bassin d'eau repose sur quatre pylônes construits en pierres de schiste. À la base de la tour, une plaque sur un bloc de schiste renseigne sur les principales caractéristiques de la construction.
Le château d'eau fut construit en 1985 par l'entreprise de construction Agnes d'Ettelbruck.